# Vara Alta
Vara Alta är en ort i Mexiko.   Den ligger i kommunen Álamo Temapache och delstaten Veracruz, i den sydöstra delen av landet, 230 km nordost om huvudstaden Mexico City. Vara Alta ligger 39 meter över havet och antalet invånare är 622.
Terrängen runt Vara Alta är platt åt sydväst, men åt nordost är den kuperad. Runt Vara Alta är det ganska tätbefolkat, med 65 invånare per kvadratkilometer. Närmaste större samhälle är Temapache, 8,5 km norr om Vara Alta. Trakten runt Vara Alta består till största delen av jordbruksmark.